# Maria Koepcke
Maria Koepcke (nascuda el 15 de maig de 1924 a Leipzig, † entre el 24 de desembre de 1971 i el 9 de gener de 1972 prop de Puerto Inca, Perú, nascuda Maria Emilia Anna von Mikulicz-Radecki, de vegades també escrit Maria Köpcke) va ser una ornitòloga, dibuixant i fotògrafa alemanya coneguda pel seu treball amb espècies d'aus neotropicals. Fou una de les víctimes de l'accident d'avió del vol 508 de LANSA.
Koepcke era una autoritat molt respectada en l'ornitologia sud-americana, en una època en què el camp estava dominat en gran manera per homes, i encara avui es fa referència al seu treball. Pels seus esforços, és commemorada en els noms científics de quatre espècies d'aus peruanes i, juntament amb el seu marit, una espècie d'iguana peruana.

## Biografia
Maria Emilia Anna von Mikulicz-Radecki va néixer a Leipzig, Saxònia, Alemanya, el 15 de maig de 1924,filla de Felix von Mikulicz-Radecki, professor universitari de ginecologia i de Käthe Finzenhangen. La família del seu pare descendia de la noblesa polonesa i el cirurgià polonès Jan Mikulicz-Radecki era el seu avi per part de pare.
Quan era jove, Koepcke es va proposar estudiar els animals. Va ser el 1949 que Koepcke va obtenir el seu doctorat en zoologia a la Universitat de Kiel. Durant la seva etapa a Kiel, va conèixer el seu futur marit, Hans-Wilhelm Koepcke, també estudiant de zoologia. Després de rebre els seus graus, ambdós van viatjar al Perú per estudiar aus i altres animals salvatges originaris de la zona i es van casar allà el 1950. Vivien a Miraflores, un barri benestant de Lima, i gestionaven la Casa Humboldt,un centre de visitants, fins que va tancar el 1967. L'únic fill de Koepckes, una filla anomenada Juliane Margaret Beate Koepcke, va néixer a Lima el 1954.
Koepcke va morir als 47 anys després de la caiguda del vol 508 de LANSA a la selva peruana. El 24 de desembre de 1971, ella i Juliane van abordar el malaurat vol per viatjar a Pucallpa, on Hans-Wilhelm treballava aleshores, per passar el Nadal allà amb ell. L'avió es va estavellar a causa d'un llamp durant una forta tempesta. Separada durant l'accident, després es va determinar que Maria havia estat ferida mortalment i va morir diversos dies després de les seves ferides. La seva filla, Juliane, va acabar sent l'única supervivent de l'accident; després de caure de 10.000 peus, va quedar atrapada al seu seient que, segons sembla, va esmorteir el seu aterratge. Tot i que va resultar ferida, no tenia menjar, i no va trobar la seva mare, l'adolescent va caminar per la selva tropical durant onze dies fins que va trobar ajuda.
En el moment de la seva mort, Koepcke era cap de departament d'un museu d'història natural afiliat a la Universitat Nacional Major de San Marcos de Lima i membre de la Societat Alemanya d'Ornitòlegs.
Després de la mort de Koepcke, Hans-Wilhelm i Juliane van marxar del Perú cap a Alemanya, Juliane el 1972, i Hans-Wilhelm el 1974. Hans-Wilhelm va viure a Hamburg, on va ensenyar zoologia a la Universitat d'Hamburg fins a la seva mort l'any 2000. Com els seus pares, Juliane va estudiar zoologia a la Universitat de Kiel. Es va convertir en mastòloga, especialitzada en l'estudi dels ratpenats.

## Publicacions
La seva primera publicació va tenir per títol Las aves del departamento de Lima, en la qual va incloure les seves pròpies il·lustracions i fotografies. Posteriorment el matrimoni es va dedicar a viatjar per tot el Perú, la qual cosa els va servir per a la publicació de vint-i treballs en alemany, anglès i castellà sobre les aus del Perú i onze sobre la fauna i el medi ambient del Perú, gràcies a les quals van obtenir prestigi internacional.
En la seva obra destaquen les següent publicacions: 
- Maria Koepcke «Zaratornis stresemanni, nov. gen. nov. spec., un cotíngido nuevo del Perú» (en alemany, títol en castellà). Publicaciones del Museo de Historia Natural "Javier Prado". Universitat Nacional Major de San Marcos [Lima, Perú], Serie A. Zoología. 16: 1–8, 1954. ISSN: 0375-0515.
- Maria Koepcke «Una nueva especie de Synallaxis (Furnariidae, Aves) de las vertientes occidentales Andinas del Perú central» (en alemany, amb títol en castellà). Publicaciones del Museo de Historia Natural "Javier Prado". Universitat Naciona Major de San Marcos [Lima, Perú], Serie A. Zoología. 18: 1–8, 1957. ISSN: 0375-0515.
- Maria Koepcke «Ein neuer Asthenes (Aves, Furnariidae) von der Küste und dem westlichen Andenabhang Südperus» (en alemany). Beitrage zur Neotropischen Fauna, volum 1(3): 243–248, 1959. DOI: 10.1080/01650525909380616. ISSN: 0005-8130.
- Rea, Amadeo M & B León Kostritsky. 1973. Obituary: María Emilie Anna von Mikulicz-Radecki Koepcke. Auk 90(3): 735-736. PDF text Arxivat 2008-10-03 a Wayback Machine.
- Niethammer, G. 1974. María Koepcke geb. Mikulicz-Radecki. J. für Ornithologie 115(1): 91-102. doi:10.1007/BF01647319 10.1007/BF01647319 	10.1007/BF01647319
- Vuilleumier, François. 1995. Five Great Neotropical Ornithologists: An Appreciation of Eugene Eisenmann, María Koepcke, Claës Olrog, Rodulfo Philippi, & Helmut Sick. Ornitologia Neotropical 6(2): 97-111. PDF text Arxivat 2008-10-03 a Wayback Machine.
- Koepcke, H. W. 1982. Erläuterung der Beobachtungs- und Sammler Nummern zu den in den Jahren 1949 bis 1974 in Peru duchgeführten biologischen Studien von Hans-Wilhelm Koepcke und Maria Koepcke (<<Explicación de los números de observación y colecta de los estudios biológicos realizados en el Perú por Hans-Wilhelm Koepcke y Maria Koepcke en los años 1949 hasta 1974>>). Hamburg.
- (castellà)El gorrión europeo en el Perú
- (castellà) Aves marcadas con anillo
- (castellà) Corte transversal de los Andes peruanos con especial referencia a las aves: costa, vertientes occidentales y región alto andina.

Va col·laborar a la Revista de Caça i Pesca del Ministeri d'Agricultura del Perú amb publicacions sobre grups ecològics d'"Aus de la Selva Peruana".

## Epònims
- Xot de Koepcke, Megascops koepckeae
- Colibrí ermità de Koepcke, Phaethornis koepckeae
- Cacic de Koepcke, Cacicus koepckeae
- Hoco de Koepcke, Pauxi koepckeae[7]
- Iguana de Frost, Microlophus koepckeorum[8] (genitiu plural, anomenada en honor de Maria i del seu marit Hans-Wilhelm)